# Hans Friedrich Heinrich von Borstell
Hans Friedrich Heinrich von Borstell (* 28. Februar 1730 in Schinne; † 26. November 1804 in Salzwedel) war ein preußischer Offizier, zuletzt Generalleutnant.

## Leben

### Herkunft
Hans Friedrich Heinrich war der Sohn von Georg Friedrich von Borstell (* 24. Januar 1697; † 27. Juni 1741), Herr auf Schinne und dessen Ehefrau Marie Elisabeth, geborene Quast aus dem Hause Protzen.

### Militärkarriere
Borstell trat am 6. Juli 1743 in das Kadettenhaus Berlin ein und war vom 18. Februar 1745 bis Anfang Januar 1753 Page bei der Königin von Preußen. Anschließend wurde er als Junker im Kürassierregiment „von Bredow“ Nr. 7 angestellt. Als Leutnant und Adjutant von Georg Wilhelm von Driesen beteiligte er sich während des Feldzuges 1756/60 an den Schlachten bei Lobositz, Prag, Kolin, Roßbach, Leuthen und Kay, wo er verwundet wurde. Außerdem kämpfte Borstell bei Reichenbach, den Belagerungen von Breslau und Schweidnitz. Während des Gefechts bei Maxen wurde er gefangen genommen, 1762 aber ausgetauscht. Bereits am 24. August 1759 war Borstell als Rittmeister Eskadronchef in seinem Regiment geworden. Am 5. Juni 1769 folgte seine Beförderung zum Major und als solcher nahm er dann am Feldzug 1778/79 bei der Armee des Prinzen Heinrich von Preußen teil.
Am 21. Mai 1782 wurde Borstell Oberstleutnant und am 2. Juni 1783 Oberst. Ein Jahr später folgte seine Ernennung zum Kommandeur des Kürassierregiments. Diese führte er dann auch 1787 in Holland. Friedrich Wilhelm II. übergab Borstell am 1. Dezember 1788 als Chef das Dragonerregiment „von Zitzewitz“ Nr. 9. Ein halbes Jahr später wurde er dann zum Generalmajor befördert und der König übergab ihm anstelle seines bisherigen Dragonerregiments die Chefstelle des Kürassierregiments „von Ilow“ Nr. 7. Im Ersten Koalitionskrieg agierte er erfolgreich in der Schlacht bei Pirmasens. Unter der Führung des Herzogs Karl Wilhelm Ferdinand besiegten die preußischen Truppen die französische Armee unter dem Général de division Jean René Moreaux. Das Kürassierregiment unter Borstell hatte dabei einen entscheidenden Anteil am Sieg. Im Anschluss daran kämpfte er bei Kaiserslautern, der Belagerung von Mainz und dem Angriff auf Kostheim.
Für seine Verdienste erhielt er am 17. September 1793 den Großen Roten Adlerorden und wurde am 8. Januar 1795 zum Generalleutnant befördert.
Borstell verstarb am 24. November 1804 in seinem Stabsquartier in Salzwedel und wurde am 30. November in der Familiengruft seiner Patronatskirche in Schinne beigesetzt.

### Familie
Borstell war seit 19. August 1769 mit Charlotte Luise Wilhelmine, der Tochter des Generalmajors von Johann Ludwig von Ingersleben, verheiratet. Aus der Ehe gingen folgende Kinder hervor:
- Hans Friedrich Georg Ludwig Wilhelm (* 1770; † 14. September 1793 bei Pirmasens), preußischer Premierleutnant
- Amalie Wilhelmine (* 18. Oktober 1772; † 19. August 1859) ⚭ Wilhelm Heinrich von Besser (1771–1829), später Oberst und Kommandeur des Dragonerregiments Nr. 7, Sohn von Ehrenreich Wilhelm Gottlieb von Besser
- Ludwig (* 1771; † 11. April 1793), preußischer Sekondeleutnant
- Ludwig Karl Georg Leopold (1773–1844), preußischer General der Kavallerie ⚭ 1797 Albertine Wilhelmine Luise Amalia von Voß (* 3. Mai 1777; † 2. September 1842)
- Karl Alexander Emilius Heinrich (1778–1856), preußischer General der Kavallerie ⚭ 1803 Henriette Adelheid Oest von Drießen (* 10. September 1783; † 7. März 1853)